# 参考每日摄入量
参考每日摄入量（英語：Reference Daily Intake (RDI)），也叫做推荐每日摄入量（英語：Recommended Daily Intake）是1968年时指定的营养素参考；当时认为这样的摄入量足以满足美国各人群中97–98%健康个体的营养所需。尽管是在美国开发而成，这个标准也被用在其他国家；注意这并不意味此标准受广泛采纳。
RDI用于计算食物的每日营养量（英語：Daily Value），打印在美国和加拿大的食品營養標籤上，分别由美国食品药品监督管理局和加拿大衛生部管理。